# Cleistanthus chlorocarpus
Cleistanthus chlorocarpus är en emblikaväxtart som beskrevs av Airy Shaw. Cleistanthus chlorocarpus ingår i släktet Cleistanthus och familjen emblikaväxter. Inga underarter finns listade i Catalogue of Life.